# Neopetalia punctata
Neopetalia, Neopetaliidae
Famille
Genre
Espèce
Neopetalia punctata, unique représentant du genre Neopetalia et de la famille des Neopetaliidae, est une espèce de libellules du sous-ordre des Anisoptères (ordre des Odonates).

## Répartition
Neopetalia punctata se rencontre en Argentine et au Chili.

## Classification
La famille des Neopetaliidaea été créée en 1940 par Robert John Tillyard et Frederic Charles Fraser (d).
Le genre Neopetalia a été créé en 1934 par John Cowley (d).
L'espèce Neopetalia punctata a été décrite pour la première fois en 1854, dans une publication de Edmond de Sélys Longchamps, par Hermann August Hagen sous le protonyme Petalia punctata Hagen, 1854.
Neopetalia punctata a pour synonyme :
- Petalia punctata Hagen, 1854